# Лейтенант милиции
Лейтенант милиции — в 1936—1943 годах специальное звание старшего начальствующего состава милиции НКВД и МВД СССР. По рангу условно равнялось лейтенанту государственной безопасности в НКВД, капитану в РККА и капитан-лейтенанту в РККФ. Данное специальное звание по рангу находилось ниже старшего лейтенанта милиции и выше младшего лейтенанта милиции. В 1943—1991 годах — специальное звание среднего начальствующего состава милиции НКВД и МВД (МООП, в том числе, союзных республик) СССР. По рангу условно равнялось лейтенанту в Красной и Советской Армии и Флоте, а также лейтенанту внутренней службы.

## История звания
Специальное звание лейтенанта милиции было введено Постановлением ЦИК СССР и СНК СССР от 26 апреля 1936 года, объявленным приказом НКВД № 157 от 5 мая 1936 года для личного состава органов рабоче-крестьянской милиции НКВД СССР.
Данная система просуществовала до 9 февраля 1943 года, когда Указом Президиума Верховного Совета СССР «О званиях начальствующего состава органов НКВД и милиции» были введены новые специальные звания, сходные по названию и с месте в общей системе званий с общевойсковыми.
С этого момента специальное звание лейтенанта милиции стало рангом среднего начальствующего состава милиции НКВД СССР, МВД и МГБ СССР, а также МООП СССР и союзных республик.
| младшее звание: Младший лейтенант милиции | Лейтенант милиции | старшее звание: Старший лейтенант милиции |

## Знаки различия
Таблица 1.
| 1935 | 1939 | 1939 |
| ---- | ---- | ---- |
|      |      |      |

Таблица 2.
| 1943 | 1947 | 1958—1961 | 1958—1961 | 1958—1961 |
| ---- | ---- | --------- | --------- | --------- |
|      |      |           |           |           |

Таблица 3.
| 1965 | 1965 | 1965 | 1965 | 1969—1977 | 1969—1977 | 1969—1977 | 1969—1977 |
| ---- | ---- | ---- | ---- | --------- | --------- | --------- | --------- |
|      |      |      |      |           |           |           |           |

См. также
- Лейтенант
- Подпоручик